# Bacino San Marco
De Bacino San Marco (ook Bacino di San Marco) is een inham in de Italiaanse stad Venetië en als dusdanig een onderdeel van de Lagune van Venetië. 
De Bacino San Marco heeft over zijn oppervlakte een maximale diepte van 12 meter. Centraal in het wateroppervlak zijn twee grote aanmeerboeien gereserveerd voor aanmeringen van eer, onder meer van militaire schepen. De start van de jaarlijkse regatta Vogalonga vindt in mei plaats op het water van de Bacino, voor de kaaien van het San Marcoplein.
Twee eilanden bevinden zich in de Bacino, San Servolo en San Lazzaro degli Armeni. In het westen loopt de Bacino over in de monding van het Canal Grande en het Canale della Giudecca, twee van de grootste en bekendste Venetiaanse kanalen. Tussen beide kanalen ligt de landtip Punta della Dogana waarop drie belangrijke gebouwen staan: het voormalige douanegebouw Dogana da Mar, waarin sinds 2009 het Punta della Dogana kunstencentrum is gehuisvest, de Basiliek van Santa Maria della Salute en het Grootseminarie van het Patriarchaat Venetië. De noordelijke begrenzing zijn de kaaien van het San Marcoplein, de Riva degli Schiavoni, Riva de Ca' di Dio, Riva San Biasio, Riva dei Sette Martiri, Riva dei Partigiani en Viale Vittorio Veneto. In het oosten liggen delen van het sestiere Castello, het Canale di San Nicolò, aan de westelijke kust van de schoorwal Lido, en het Lido di Venezia zelf. De zuidelijk begrenzing bestaat uit het eiland San Giorgio Maggiore en de Lagune van Venetië.
Grote cruiseschepen, maar ook andere scheepvaart kunnen er normaal gesproken doorheen op weg naar de haven.
Zowel gondels als openbaar vervoer per boot (Vaporetto) gaan veelvuldig door de inham.  De lijnen met vaporetto en motorboten van de Azienda Consorzio Trasporti Veneziano hebben twaalf stops rond de inham: San Marco Vallaresso, San Marco Giardinetti, San Zaccaria Danieli, San Zaccaria Jolanda, San Marco Pietà, Arsenale, Giardini, Giardini della Biennale, Sant'Elena, Lido Santa Maria Elisabetta, San Lazarro en San Servolo. 